# Robotboy
Robotboy, også forkortet RB, er en amerikansk tegnefilmserie skabt af Jan Van Rijsselberge, der sendes på tv-stationen Cartoon Network. Serien består af 2 sæsoner med i alt 52 afsnit. Serien blev oprindeligt sendt fra 2005 til 2008.

## Handling
Serien handler om robotten Robotboy som er videnskabsmanden Professor Mushimotos seneste opfindelse. Men af frygt for at Robotboy vil blive stjålet af sin ærkefjende Dr. Kamikaze som vil bruge ham til at overtage verden med, har Mushimoto sendt ham til Tommy Burnbull som bor i San Francisco i USA. Mens han beskyttes af Tommy og hans to venner Lola og Gus (som kalder sig selv for G-man), lærer han hvordan man opfører sig som en rigtig dreng, mens han kæmper mod Kamikaze som vil stjæle ham.

## Afsnit
| Sæson | Sæson | Afsnit | Oprindelig sendt  | Oprindelig sendt   |
| Sæson | Sæson | Afsnit | Start             | Slut               |
| ----- | ----- | ------ | ----------------- | ------------------ |
|       | 1     | 26     | 24. december 2005 | 18. november 2006  |
|       | 2     | 26     | 5. juli 2008      | 27. september 2008 |

## Danske stemmer
- Robotboy – Pauline Rehné
- Tommy Turnbull – Zacharias Grassme
- Gus Turner – Sonny Lahey
- Lola Mbola – Annevig Schelde Ebbe
- Robotgirl – Annevig Schelde Ebbe
- Kurt – Christian Damsgaard / Peter Secher Schmidt
- Dr. Kamikaze – Lars Thiesgaard
- Constantine – Laus Høybye
- Bjorn Björnson − Christian Damsgaard / Peter Secher Schmidt
- Professor Moshimo – Torben Sekov
- Donnie Turnbull – Peter Zhelder
- Protoboy – Pauline Rehné[1]